# Petra Müllejans
Petra Müllejans (Alemanha, Düsseldorf (1959) — ) é uma maestra e violinista da Alemanha. É membra fundadora da Orquestra Barroca de Friburgo, onde atua como líder da orquestra e como solista. É especializada no violino barroco tocando obras dos séculos XVII e XVIII.
Petra interpreta outros estilos de música como o klezmer, tango e czardas. Ela ensina o violino barroco no Conservatório de Friburgo e na Escola Superior de Música de Frankfurt am Main. 

## Biografia
Estudou em Düsseldorf, New York e em Freiburg (Friburgo) onde completou os seus estudos em interpretação com Rainer Kußmaul tendo ficado fascinada pelo violino barroco. Então ela tomou lições com Helga Thoene em Düsseldorf e Nikolaus Harnoncourt em Salzburgo. 

## Discografia
- Wolfgang Amadeus Mozart 1756-1791 Divertimenti. Serenata notturna. (Freiburger Barockorchester-Petra Müllejans - Direção)[5]
- Joseph Haydn 1732-1809 Cello Concertos. (Jean-Guihen Queyras - Violoncelo Freiburger Barockorchester-Petra Müllejans - Direção)
- Wolfgang Amadeus Mozart 1756-1791. Conciertos para Instrumentos de Viento. (Katharina Arfken - Oboe Teunis van der Zwart - Trompa Freiburger Barockorchester-Petra Müllejans - Direção)
- Johann Sebastian Bach 1685-1750. Cantatas a solo. (Bernarda Fink - Mezzosoprano Freiburger Barockorchester-Petra Müllejans - Direção)
- Wolfgang Amadeus Mozart 1756-1791. Sonatas para piano y violin. (Petra Müllejans - Violino Kristian Bezuidenhout - Pianoforte)
- Georg Philipp Telemann 1681-1767. Complete Tafelmusik. (Petra Müllejans e Gottfried von der Goltz - Direção)
- Carl Philipp Emanuel Bach 1714-1788. Concertos para clave Wq 43, 1-6. (Andreas Staier - Clavecino Freiburger Barockorchester - Conjunto de camara e Petra Müllejans - Direção)